# Funj
Los funj son un grupo étnico que se encuentra en la actual Sudán. Los Funj crearon el Sultanato Funj con Abdallah Jamma y gobernó el área durante varios siglos. Surgieron en el sur de Nubia y derrocaron lo que quedaba del reino de Alodia. En 1504, una líder funj llamada Amara Dunqas fundó el Sultanato Negro en Sennar, que pronto se convirtió en la piedra angular del Imperio Funj.

## Orígenes
Los orígenes de los Funj no se conocen con exactitud; sin embargo, existen tres hipótesis diferentes respecto a su origen. Una fuente afirma que los funj son descendientes de Banu Umayya, que escaparon de la matanza de los abasíes huyendo a Abisinia (actual Etiopía) y entrando en el territorio nubio, conocido en Arabia desde tiempos antiguos para proteger a los huéspedes y refugiados. La segunda hipótesis proviene de James Bruce, quien teorizó en su libro Viajes que los Funj descienden de los Shilluk. Bruce escribió su libro después de 22 años de viaje por el norte de África y Etiopía. La tercera hipótesis es que son descendientes de los restos del reino nubio de Alodia que escaparon más al sur para reponer sus suministros y recursos y regresaron para establecer su estado. La fuente más citada es que son nubios que se mezclaron con árabes.